# Uvedalia clementii
Uvedalia clementii är en gyckelblomsväxtart som först beskrevs av Karel Domin, och fick sitt nu gällande namn av W.R.Barker och Beardsley. Uvedalia clementii ingår i släktet Uvedalia och familjen gyckelblomsväxter. Inga underarter finns listade i Catalogue of Life.